# تهمت خون
 تهمت خون تهمتی است به یهودیان که بیان می‌دارد آنها بچه‌های غیریهودیان (جنتیل) را دزدیده و می‌کشتند تا از خون آنها در بخشی از مناسک مذهبی خود در جریان عید پسح استفاده کنند. این ادعاها -و همچنین مسموم کردن آب چاه و بی حرمتی به نان مقدس- از نظر تاریخی از ریشه‌های اصلی آزار یهودیان اروپایی بوده است.
تهمت‌های خون معمولاً می‌گویند که یهودیان برای پختن مصا برای پسح به خون انسان نیاز دارند. در بعضی موارد در طول تاریخ کودک قربانی شده به صورت یک شهید در بین مسیحیان مورد احترام قرار می‌گرفت و بعضی اوقات لقب سنت به او داده می‌شد. از آن جمله می‌توان به داستان ویلیام نورویچ و سیمون ترنت اشاره کرد. بر اساس نوشته والتر لاکوئر در طول تاریخ حدود ۱۵۰ داستان تهمت خون علیه یهودیان اتفاق افتاده است که باعث دستگیری و کشتار آنها شده است.

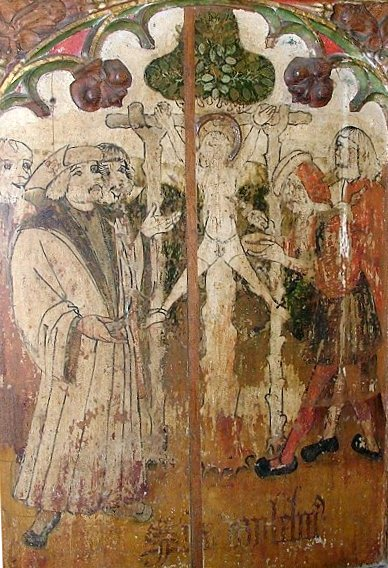
قربانی شدن ویلیام نوریچ، نقاشی در کلیسای ترینیتی مقدس، لودون انگلستان.

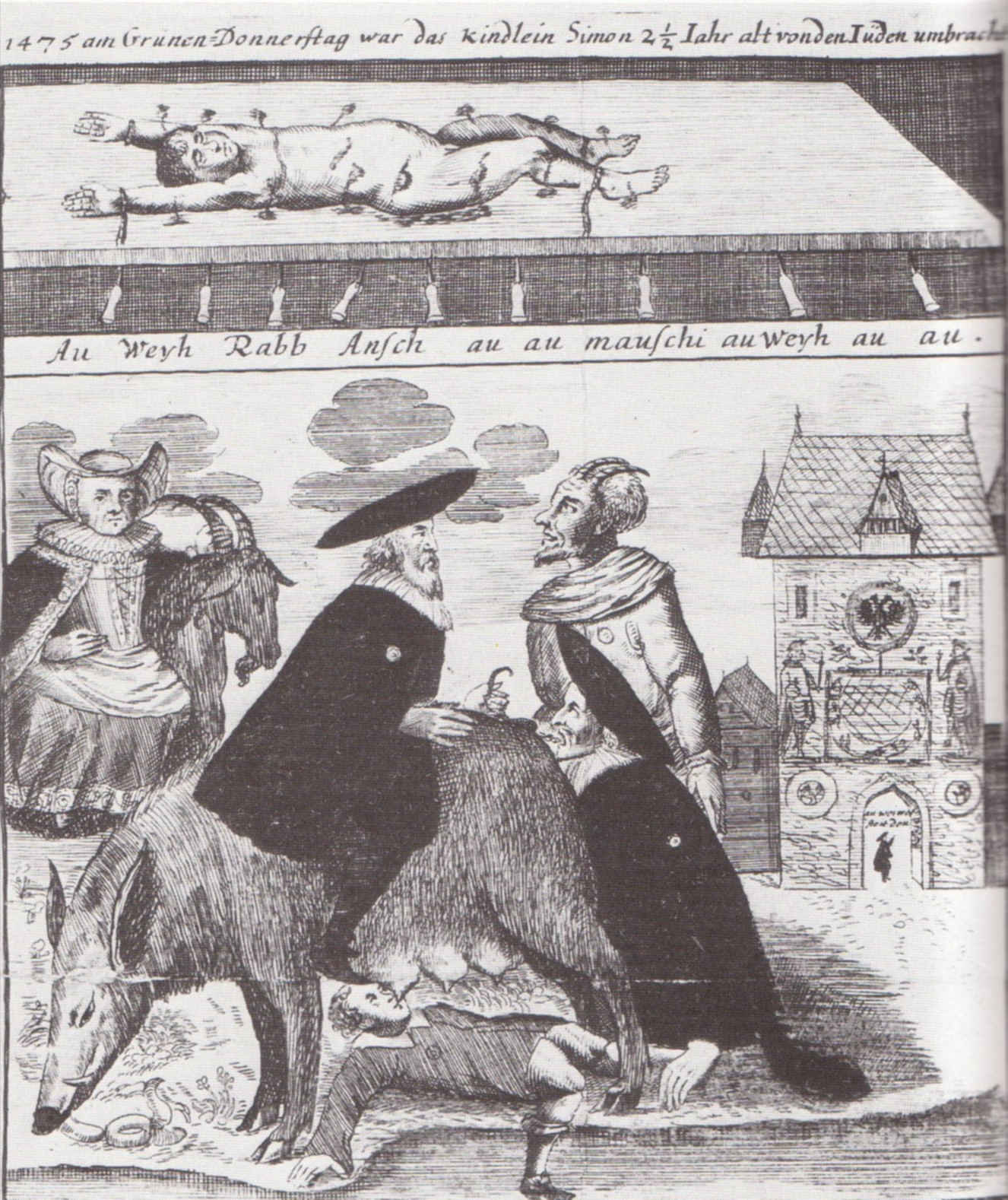
نقاشی قرن هجدهم در فرانکفورت آلمان، قسمت بالا، بدن قربانی شده سیمون ترنت، قسمت پایین، خوک جهودها.

## در تورات
داستان تهمت خون در تضاد با قوانین تورات است. ده فرمان که پایه اصلی تورات را تشکیل می‌دهد کشتن را ممنوع می‌کند. استفاده از خون در پخت هر نوع ماده غذایی باعث غیرکوشر شدن آن می‌شود. از این رو در یهودیت بعد از ذبح حیوان باید خون آن به طور کامل خارج شود و خون حیوان نباید مورد مصرف قرار گیرد. بر اساس کتاب لاویان خون حیوانات قربانی شده تنها باید بر روی مذبح در معبد اورشلیم (که دیگر موجود نیست) پاشیده شود.
با اینکه قربانی کردن حیوانات در دین یهودیت مسئله بسیار رایجی است قربانی کردن انسان در تورات به شدت مورد مذمت قرار می‌گیرد و یهودیان به شدت از این کار منع می‌شوند. قوانین پاکیزگی کاهنین معبد حتی اجازه نمی‌دهد که کاهن در یک اتاق به همراه جسد انسان باشد.

## اولین اشارات
اولین اشارات به مسئله قربانی کردن انسان توسط یهودیان در نوشتارهای تاریخدان یونانی آپیون یافت می‌شود. او می‌نویسد که یهودیان در معبد خود یونانیان را ذبح می‌کنند. تاریخدان یهودی یوسفوس فلاویوس این مسئله را در کتاب خود رد می‌کند. آپیون می‌نویسد که وقتی آنتیوکوس معبد اورشلیم را فتح کرد یک یونانی در آن یافت که گفته بود که در حال چاق شدن برای قربانی شدن است. آپیون ادعا می‌کند که هرسال یهودیان یک یونانی را قربانی کرده و بدن او را مصرف می‌کنند. داستان دیگر مربوط به سوکراتس است که می‌نویسد که یهودیان وقتی مست بودند یک کودک مسیحی را به صلیب کشیده و او را قربانی کردند.

### در انگلستان
در سال ۱۱۴۴ یهودیان نورویچ به کشتن یک کودک مسیحی به نام ویلیام نورویچی متهم شدند. جسد کودک در حالی پیدا شده بود که خونی در آن نبود و در قسمتهای مختلف بدن او جای زخم چاقو وجود داشت. ویلیام بسیار مشهور شد و در بین مسیحیان به عنوان یک شهید شناخته شد.
اتهامهای مشابهی در گلوکستر، بری سنت ادموندز و بریستول در سالهای بعد مطرح شد. یهودیانی که در تاجگذاری ریچارد شیردل شرکت داشتند توسط مردم مورد حمله قرار گرفتند. یهودیان لندن و یورک بعد از این اتفاق مورد کشتار قرار گرفتند. از این زمان اختلاف بین مسیحیان و یهودیان در انگلستان چنان شدت یافت که در سال ۱۲۹۰ میلادی تمامی یهودیان از انگلستان اخراج شدند و اجازه بازگشت تا سال ۱۶۵۶ میلادی توسط اولیور کرامول پیدا نکردند.

## در بقیه اروپا
سیمون ترنت یک کودک دو ساله بود که گم شد و جسد او پیدا شد. پدر او ادعا کرد که او توسط یهودیان دزدیده شده و به قتل رسیده است. ۱۵ یهودی به مرگ محکوم شدند. سیمون به عنوان یک سنت شناخته شد و توسط پاپ سیکستوس پنجم در سال ۱۵۸۸ کانونیزه شد؛ ولیکن بعد از جنگ جهانی دوم و تغییر رویه کلیسای کاتولیک نسبت به یهودیان در سال ۱۹۶۵ میلادی پاپ پل ششم او را از مقام سنت خلع کرد.

## در قرن نوزدهم
- در سال ۱۸۲۳ در شهر ولیژ در روسیه جسد یک کودک مسیحی پیدا شد و بسیاری یهودیان دستگیر شدند.
- در سال ۱۸۴۰ در سوریه یک کشیش مسیحی به نام پدر توماس و خدمتکارش ناپدید شدند. یهودیان سوریه به تهمت خون متهم شدند.
- در سال ۱۸۴۰ در رودز تحت سلطه عثمانی یهودیان متهم به کشتن یک کودک یونانی شدند. چندین یهودی دستگیر و شکنجه شدند.
- در سال ۱۸۷۹ ده مرد یهودی در شهر کوتایسی گرجستان به کشتن یک دختر مسیحی متهم شدند.
- در سال ۱۸۸۲ یهودیان در مجارستان به قربانی کردن یک دختر ۱۴ ساله مسیحی متهم شدند.
- در سال ۱۸۹۹ یهودیان در چکسلواکی متهم به کشتن یک زن ۱۹ ساله مسیحی شدند.

## در قرن بیستم
- در سال ۱۹۰۳ یهودیان در کیشنف روسیه متهم به قربانی کردن یک کودک روسی شدند.
- در سال ۱۹۱۰ در شیراز یهودیان شیراز متهم به قربانی کردن یک دختر مسلمان شدند. یهودیان مورد حمله قرار گرفتند و ۱۲ نفر کشته و ۵۰ نفر زخمی شدند.
- در سال ۱۹۱۳ در کیف اوکراین مناخم مندل بلیس متهم به قربانی کردن یک دختر مسیحی شد.
- در سال ۱۹۲۸ یهودیان نیویورک متهم به قربانی کردن یک دختر مسیحی شدند.
- در مجله در اشتورمر در آلمان نازی در سال ۱۹۳۴ یهودیان متهم به تهمت خون شدند.
- در سال ۱۹۶۴ فیصل پادشاه عربستان یهودیان ایرانی را متهم به تهمت خون کرد.
- در سال ۱۹۸۶ مصطفی تلاس وزیر دفاع سوریه یهودیان را به تهمت خون متهم کرد.
- در سال ۲۰۰۵ ۲۰ عضو دومای روسیه یهودیان را به تهمت خون متهم کردند.